# Rotadiscus jamiesoni
Rotadiscus jamiesoni är en snäckart som först beskrevs av Frank Climo 1978.  Rotadiscus jamiesoni ingår i släktet Rotadiscus och familjen Charopidae. Inga underarter finns listade i Catalogue of Life.